# Список акронімів української мови (Х)
Список акронімів української мови, які починаються з літери «Х»:
- ХАЕС — Хмельницька атомна електростанція
- ХАІ — Національний аерокосмічний університет імені М. Є. Жуковського «Харківський авіаційний інститут»
- ХАМАС (араб. حركة المقاومة الاسلامية, Харакат аль-Мукавама аль-Ісламія) — палестинський ісламський рух і політична партія
- ХГЛ — Хоріонічний гонадотропін людини
- ХДС — Християнсько-демократичний союз
- ХДС/ХСС (Християнсько-демократичний союз/Християнсько-соціальний союз) — коаліційне об'єднання політичних партій Німеччини
- ХІЕОЛ — Хімічно індукована електроннообмінна люмінесценція
- ХМАО — Ханти-Мансійський автономний округ
- ХНМУ — Харківський національний медичний університет
- ХНР — «Харківська народна республіка»
- ХНРР — Хорезмська Народна Радянська Республіка
- ХНУ — Харківський національний університет імені В. Н. Каразіна
- ХНУ — Хмельницький національний університет
- ХНУРЕ — Харківський національний університет радіоелектроніки
- ХОДА — Харківська обласна державна адміністрація
- ХОДА — Херсонська обласна державна адміністрація
- ХОДА — Хмельницька обласна державна адміністрація
- ХОЗЛ — Хронічне обструктивне захворювання легень
- ХОК — Хвилинний об'єм крові
- ХПІ — Національний технічний університет «Харківський політехнічний інститут»
- ХСРР — Хорезмська Соціалістична Радянська Республіка
- ХСС — Християнсько-соціальний союз
- ХТО — Хіміко-термічна обробка